# Мирослав Јовановић (историчар)
Мирослав Јовановић (Београд, 1. мај 1962 — Бајина Башта, 8. јануара 2014) био је српски историчар, редовни професор на Одељењу за историју, Филозофског факултета у Београду. Био је један од највећих познавалаца руске емиграције у ХХ веку, руске историје и историје Балкана.

## Образовање и академска каријера:
У Београду је завршио основну и средњу школу. Дипломирао, магистрирао и докторирао је на Одељењу за историју, Филозофског факултета у Београду. Под менторством проф. др Андреја Митровића магистарску тезу „Досељавање руских избеглица у Краљевину СХС 1919-1924“ одбранио је 1993, а докторску тезу „Руска емиграција на Балкану 1920-1940“ током 2001. године..
Био је запослен од 1989. на Филозофском факултету у Београду, на Одељењу за историју. Одржао је и низ предавања на иностраним универзитетима: у Москви (Историјски факултет Московског државног универзитета, Универзитету Московског државног института међународних односа МИД Русије), Софији (Историјски факултет Софијског државног универзитета), Бањој Луци и Берлину..

## Научни рад
Основна подручја научног интересовања била су му теме из савремене историје. На првом месту, истраживао је историју руске емиграције у првој половини XX века, а поред тога обрађивао је теме из руске историје (СССР) и историје Балкана. Бавио се и методологијом и теоријом историјске науке, у оквиру кога је остао посебно запажен његов рад на тему историје српске историографије, као и друштвене и културне историје српског народа у XIX и ХХ веку..
Учествовао је као координатор и руководилац на неколико међународних пројеката: Repräsentationen des sozialistischen Jugoslawien im Umbruch (2012—2013), History and History Teaching in Southeast Europe (2000—2002), Москва и Србија: Београд и Русија – пет векова историје (2007—2014), Русская политика на Балканах и в Сербии (Югославии) (2011—2014). Био је уредник и члан редакција страних и домаћих часописа и публикација: „Русский сборник: Исследования по истории России“, Москва; „Годишњак за друштвену историју“, Београд; „Зборник радова Народног музеја“, Чачак; библиотека „Serbica“ и „Rossica“, Удружење за друштвену историју, Београд и едиције “Историјска мисао”, Српска Књижевна Задруга, Београд.. Основао је Центар за савремену историју Балкана при Филозофском факултету у Београду (2006) и Центар за руске студије при Филозофском факултету у Београду (2010).
Био је председник Управног одбора Архива Србије и члан Управног одбора Института за новију историју Србије. Налазио се на месту директора Одељења за историју, Андрићевог института у Андрићграду, а био је и председника Међународног научног одбора за обележавање 100-годишњице Првог светског рата.
Добитник је Награде града Београда за друштвене и хуманистичке науке за 2012. годину за дело Срби и Руси 12—21 век (Историја односа).